# Caragonalia tarsalis
Caragonalia tarsalis är en insektsart som beskrevs av Victor Antoine Signoret 1855. Caragonalia tarsalis ingår i släktet Caragonalia och familjen dvärgstritar. Inga underarter finns listade i Catalogue of Life.